# Samsung Galaxy S8
Il Samsung Galaxy S8 è uno smartphone prodotto da Samsung; è stato presentato ufficialmente il 29 marzo 2017 a New York come parte della serie galaxy S. Le due varianti (entrambe con display curvo) sono da 5.8" e 6.2". È stato immesso in commercio il 21 aprile in America e in Italia dal 28 aprile.

## Specifiche tecniche

### Hardware
I Galaxy S8 e S8+ hanno un display 1440p che utilizza tecnologia Super AMOLED, con rapporto di aspetto 18,5:9, più alto del 16:9 utilizzato sulla maggior parte degli smartphone. Il Samsung S8 ha uno schermo di 5,8 pollici, mentre l'S8+ ha uno schermo più grande, di 6,2 pollici. Gli schermi hanno risoluzione WQHD+ (2960 x 1440 pixel) e sono entrambi curvi lungo le cornici laterali del dispositivo, mentre le cornici superiori sono molto sottili. Samsung ha dato a tali schermi il nome di "Infinity display". Sia la parte posteriore che quella anteriore sono protette da un vetro Corning Gorilla Glass 5.
L'S8 è dotato di un processore octa-core Exynos system-on-chip, molti modelli in mercati del Nord America e Cina utilizzano invece il Qualcomm Snapdragon 835. Entrambi i chip sono stati costruiti con processo produttivo a 10 nm. Essi contengono 64 GB di memoria interna e 4 GB di RAM (nel mercato indiano, cinese e coreano ci sono versioni con 6 GB di RAM e 128 GB di memoria interna). La memoria interna è espandibile tramite microSD card, che nella versione Dual SIM si inserisce nello slot della seconda SIM. Il Galaxy S8 è uno dei primi smartphone a supportare il Bluetooth 5.0, introducendo nuove funzionalità, con cui ad esempio è possibile collegare due cuffie wireless al dispositivo contemporaneamente. È fornito con auricolari in-ear Harman AKG.
Il dispositivo è dotato di connettività GSM/HSPA/LTE quad band, Wi-Fi 802.11 a/b/g/n/ac, dual-band; GPS con A-GPS, GLONASS, BDS, Galileo; NFC; USB 3.1 tipo C. Non è dotato di radio FM.
A differenza dei modelli della serie Galaxy S passati, l'S8 non dispone di tasti di navigazione fisici, scegliendo invece di utilizzare i tasti sullo schermo. Tuttavia, a differenza di altre implementazioni, il tasto home può ancora essere attivato se è nascosto o lo schermo è spento.
L'S8 ha una fotocamera posteriore da 12 megapixel, con apertura massima di f/1,7, stabilizzatore OIS, flash LED ed autofocus, registra video a 2160p@30fps e a 1080p@60fps, ed una fotocamera anteriore da 8 megapixel con apertura massima f/1.7, che registra video a 1440p@30fps.
L'S8 possiede un lettore di impronte digitali e uno scanner dell'iride. Il lettore di impronte digitali è situato nella parte posteriore del dispositivo, accanto alla fotocamera, mentre nei modelli precedenti della serie Galaxy S era implementato nel tasto home fisico. Oltre allo scanner dell'iride, l'S8 dispone di face-scanning come opzione per sbloccare il telefono.
L'S8 e l'S8+ montano una batteria non rimovibile rispettivamente di 3000 e 3500 mAh. Samsung dichiara una durata della batteria fino a 11 ore in navigazione internet in 3G, fino a 12 ore in navigazione internet in LTE, fino a 14 ore in navigazione internet con Wi-Fi, fino a 16 ore in riproduzione video, fino a 44 ore in riproduzione audio e fino a 20 ore in conversazione 3G WCDMA. L'S8 supporta AirFuel induttivo (ex PMA) e Qi standard per la ricarica wireless.

### Software
I Samsung Galaxy S8 ed S8+ possiedono nativamente la versione di Android 7.0 "Nougat" personalizzata con l'interfaccia software Samsung Experience 8.1.
Il software dispone di una funzione di assistente conosciuta come "Bixby", che è stato progettato principalmente per interagire con le applicazioni di Samsung e di altri servizi supportati. La funzione consente l'utilizzo di comandi vocali per eseguire le funzioni del telefono, in grado di generare notizie mostrate in una pagina della schermata iniziale (che sostituisce l'integrazione di Flipboard precedentemente descritto) in base alle interazioni di un utente, ed effettuare ricerche utilizzando il riconoscimento di oggetti tramite la fotocamera. Bixby sosterrà l'integrazione di terze parti tramite uno SDK.
La serie S8 supporta l'utilizzo di una docking station nota come "Samsung DeX" per accedere a un ambiente di computer desktop come su un monitor esterno, con il supporto per mouse e tastiera.
Supportano Gear Circle, Gear Fit, Fit 2, Gear, Gear 2, Gear 2 Neo, Gear S, Gear S2, Gear S3, Gear IconX, Gear VR, Gear 360 e Gear 360 (2017). Non supporta Mobile TV e Radio FM.
Galaxy S8 ed S8+ sono stati aggiornati fino and Android 9 Pie con interfaccia One UI 1.0.
Il supporto software per entrambi i dispositivi è durato circa 4 anni, con gli ultimi aggiornamenti di sicurezza che risalgono a differenti mesi del 2021 a seconda delle varianti commercializzate.
Le ultime patch di sicurezza disponibili per i modelli italiani risalgono ad aprile 2021.

## Vendite
Samsung Galaxy S8 ed S8+ hanno battuto i record di preordini in Corea del Sud, con più di 720.000 unità prenotate in una settimana, con un aumento rispetto alle 400.000 in 12 giorni del Samsung Galaxy Note 7. A metà aprile i preordini erano arrivati ad un milione.
Il 24 aprile 2017, Samsung ha annunciato che le vendite del Galaxy S8 sono state "le migliori di sempre". Anche se non ha pubblicato dati di vendita specifici, ha annunciato che le vendite dell'S8 sono state del 30% maggiori rispetto all'anno precedente rispetto al Galaxy S7.
A maggio 2017 altre notizie hanno dichiarato il raggiungimento dei 5 milioni di Galaxy S8 venduti, Engadget ha evidenziato come sia difficile fare confronti con altri modelli sul mercato per le cifre di vendita non annunciate mentre un rapporto di AppleInsider confrontò le vendite di Galaxy S8 con i 7-8 milioni di Galaxy S7 venduti nel primo mese e i 10 milioni del Galaxy S4.